# Abdullah Al-Buloushi
Abdullah M. H. A. Al-Buloushi est un footballeur koweïtien né le 16 février 1960. Il évoluait au poste de milieu de terrain.

## Biographie
International koweïtien, il participe aux Jeux olympiques de 1980, terminant quart-de-finaliste. Il joue ensuite la Coupe du monde 1982, où il inscrit un but contre la France lors du premier tour (1-4). Il termine pour finir troisième de la coupe d'Asie 1984, avec un but inscrit contre la Syrie.
En club, il joue avec l'équipe d'Al-Arabi.